# Khiamien
Das Khiamien (englisch Khiamian) ist eine archäologische Kultur in der Levante und auf der Sinai-Halbinsel, die dem Epipaläolithikum (auch Proto-Neolithikum) oder dem frühen Präkeramischen Neolithikum zugeordnet wird. Viele zeitgenössische Forscher verstehen es als früheste Form des PPNA, andere sehen im Khiamien eher eine Übergangsphase zwischen dem späten Natufien (Final Natufian) und dem eigentlichen Neolithikum. Es gehört damit zu den frühen altorientalischen Kulturen am Beginn der Entwicklung der produzierenden Lebensweise und gilt als Wegbereiter anschließender vollneolithischer Erscheinungen wie etwa dem Sultanien, dem Aswadien und dem Mureybetien.
Allerdings wird seit dessen Einführung eine umfangreiche Debatte geführt, ob das Khiamien als eigenständige Einheit zu betrachten ist. Insbesondere die Möglichkeit, dass stratigraphische Vermischungen eine Rolle spielen könnten, wenn es zwischen Schichten des Natufien und des Sultanien auftritt und der verhältnismäßig kurzlebige Horizont, stellen die etablierte Terminologie in Frage.

## Forschungs- und Begriffsgeschichte
Seinen Namen erhielt das Khiamien nach der archäologischen Fundstätte auf der Terrasse von el-Khiam. Diese befindet sich in der Judäischen Wüste unweit des Wadi Khureitun nahe dem Toten Meer. Anfang der 1930er Jahre wurde das Gebiet erstmals von René Neuville durch Ausgrabungen erschlossen. Die ersten Erkenntnisse waren noch an die damals etablierten Vorstellungen des Neolithikums als „Zeitalter des polierten Steins“ sowie die stark verdichtete levantinische Chronologie gebunden. Die gefundenen Artefakte ordnete man dementsprechend zunächst der Natufien-Kultur zu, die Dorothy Garrod erst 1932 anhand ihrer Auswertungen der Shuqba-Höhle im Wadi en-Natuf definiert hatte. Weiterhin postulierte Garrod, dass die Natufien-Kultur nicht vor das 5. Jahrtausend v. Chr. zu datieren sei. Da zu dieser Zeit keine konkrete Jungsteinzeit in der Levante bekannt war, folgerte Neuville aus seinen neuartigen Funden aus el-Khiam, dass man nun die Lücke zwischen dem (gemäß seiner Interpretation) mesolithischen Natufien und der Kupferzeit schließen könne. So entstand auch erstmals der Eindruck einer „Übergangskultur“. 
Nach weiteren Untersuchungen in den 1950er Jahren durch Perrot und den 1960ern durch Echegaray schlug letzterer, nach europäischer Tradition, den Term „Khiamian“ als eigenständige Kultureinheit vor. In seiner abschließenden Arbeit beschreibt er das Khiamien im Jahr 1966 als die erste Manifestation des Neolithikums in der Levante. Grundlegend sind für ihn Inventare in der Tradition des Natufien, die jedoch im Gegensatz zu diesem bereits Pfeilspitzen enthalten. Darauf aufbauend postulierte Prausnitz im selben Jahr ebenfalls das Khiamien als direkte Folgekultur des Natufien, revidierte seine Aussage jedoch bereits vier Jahre später. Zum einen führten Nachbegutachtungen der Artefakte, z. B. durch Ofer Bar-Yosef (1970), sowie die starke Hanglage am Fundort zu der Annahme, dass die Funde (aufgrund von Erosion) womöglich nicht in-situ vorgefunden wurden und darum nicht als Grundlage für eine stratigraphische Sequenz herangezogen werden können. Auch Untersuchungen zu grabenden Nagetieren wie etwa Wühlmäusen bekräftigten die These. Zum anderen stellte die Vielzahl an neu eingeführten Kulturen, Industrien, Inventaren und den Beziehungen und Analogien zwischen denselben die Forschung vor das Problem, eine allgemeingültige Terminologie aufzubauen. Dieser Aufgabe widmete sich Joan Crowfoot-Payne, indem sie 1976 die Levante in kleinere geografische Zonen mit lokal ansässigen Kultureinheiten aufteilte und damit auch das Khiamien in ihr System mit einbezog. Ihrer Auffassung nach koexistierten im frühen Neolithikum zwei Industrien: das Khiamien, das weitgehend der Tradition des Natufien folgte und das vollneolithische Sultanien von Jericho. Sieben Jahre später revidierte Crowfood-Payne ihr Urteil und nahm nun an, dass das Khiamien dem Sultanien vorausgegangen war; trotzdem schloss sie eine Überlappung beider Einheiten nicht grundsätzlich aus.
In den folgenden Jahrzehnten konnten über die gesamte Levante (und darüber hinaus) verteilt einige Anlagen mit ähnlicher Silex-Industrie untersucht werden. Die mittlerweile verfeinerten Techniken auf dem Gebiet der kalibrierten Kohlenstoff-Datierung im Zusammenspiel mit stratigrafischen Untersuchungen wiesen diesen eine annähernd analoge Entstehungszeit mit dem Khiamien zu. Darüber hinaus schufen sie einen neuen Diskurs über die levantinischen Kulturräume am Beginn der Neolithisierung. Bis heute bleibt die Terminologie kompliziert und uneinheitlich.

## Datierung
Die Chronologie des französischen Maison de l’Orient (ASPRO) ordnet diese Fundgruppe der Periode 2a und damit einem Zeitraum von 10.000–9.500 v. Chr. (kalibriert) zu. Andere Angaben engen das eigentliche Khiamien auf einen Horizont von ca. 11.700–11.200 unkalibriert BP bzw. 12.200–11.800 kalibriert BP ein. Dies entspricht damit dem ersten Kulturraum nach dem Ende der Jüngeren Dryaszeit, die in der Levante ein kühles und trockenes Klima schuf. Als Folge verschoben sich die Waldgrenzen und über weite Teile des Fruchtbaren Halbmonds breitete sich Dürre aus. Die damit einhergehenden Veränderungen innerhalb der Tier- und Pflanzenwelt zwangen die Bewohner der Gebiete zur Anpassung, was einige Forscher als Auslöser der Neolithischen Revolution betrachten. Zur Zeit des Khiamien eröffnet sich in der Levante wieder ein feucht-warmes Klima mit reichen Waldbeständen und es beginnt das Holozän.
Zur stratigraphischen Bestimmung spielten bei der Auswertung besonders die Schichten Mureybet IB/II, Salibiyah IX und Hatoula eine Rolle. Auswertbare Daten aus Radiokohlenstoffdatierungen sind weiterhin aufgrund mangelnden Materials spärlich und beziehen sich nicht selten auf angrenzende Schichten.

## Verbreitungsgebiet und wichtige Fundorte

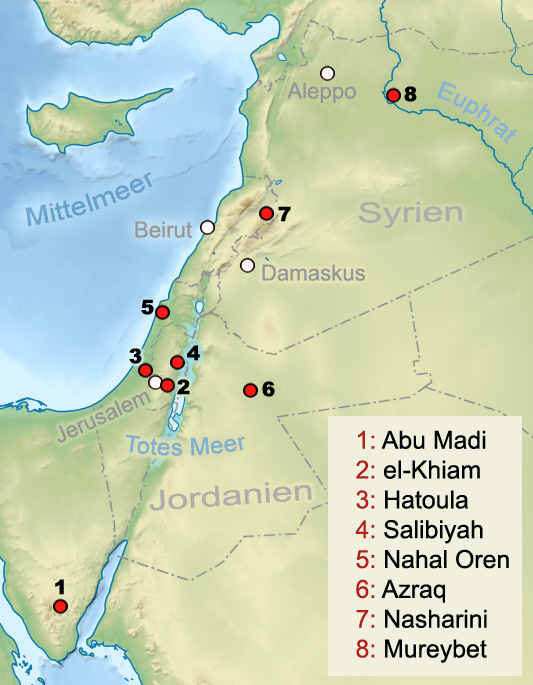
Lage wichtiger Stätten der Periode 2a (Khiamien) nach Cauvin

Das Verbreitungsgebiet des Khiamien reicht vom Sinai mit dem Fundort Abu Madi, der sich östlich des Katharinenklosters befindet, über Jordanien (Azraq), den Anti-Libanon (Nasharini) bis an den mittleren Euphrat (Mureybet) im Norden. Andere wichtige Fundstätten sind das namenspendende el-Khiam in Palästina, weiterhin Salibiyah (IX) im Jordantal, Hatoula im Judäischen Bergland, Poleg (18M), Huzuk Musa, Abu Salem und Shunera (VI). Ferner werden die Fundlagen von Nahal Oren, Sheikh Hassan, Qaramel und Göbekli Tepe als relevant eingestuft. Der angenommene Siedlungsschwerpunkt lag in der südlichen Levante. Es wird allgemein angenommen, dass es zu Überschneidungen mit dem späten Harifien der Negev-Wüste und dem Sinai (Abu Madien) gekommen ist, weshalb beide Kulturräume schwer zu trennen sind und oft analog genannt werden. Tatsächlich muss davon ausgegangen werden, dass sich Vertreter des mediterran geprägten Khiamien/Final Natufien mit Populationen aus den ariden Gebieten zur Subsistenzsicherung zu größeren Gemeinschaften zusammengeschlossen haben. Auch das nach dem Fundort Qermez Dere benannte Qermezien an den nördlichen Abschnitten von Euphrat und Tigris weist sowohl Khiam Points als auch ein ähnliches Inventar auf.

## Siedlungsweise und Subsistenzgrundlagen
Das Khiamien steht noch weitgehend in der Tradition des Natufien. Dementsprechend lebten die Menschen, die als direkte Nachfahren der Natufien-Kultur betrachtet werden, überwiegend in Jäger-und-Sammler-Gemeinschaften, wenngleich es auch Ansätze zur primitiven landwirtschaftlichen Nutzung von Wildgräsern gibt. Die Siedlungen steigen im Khiamien auf eine durchschnittliche Ausdehnung von 1000 bis 3000 m² an, was etwa der achtfachen Größe der Lager im Natufien entspricht und sind in der Regel an permanente Wasserquellen angebunden. Dadurch sind ihre Spuren auch systematisch in den damals mediterranen Waldgebieten des Tieflandes zu finden. Die Nähe zu Flüssen und großen Wadis sicherte zudem den Nachschub von Feuerholz und Baumaterial aus den nahgelegenen Wäldern. Auch die wirtschaftliche Nutzung der fruchtbaren Alluvialböden ist nicht auszuschließen. Die Zahl der Bevölkerung steigt in kürzester Zeit, nicht zuletzt bedingt durch das günstige Klima, von vormals etwa 30–50 Personen pro Siedlung auf ca. 250–400 Menschen innerhalb einer frühneolithischen Siedlung an. Bar-Yosef interpretiert dies als eindeutiges Indiz für die Kultivierung von Nutzpflanzen, dennoch bildete diese noch nicht die Grundlage der Ernährung. Die Viehzucht lässt sich in diesem Frühstadium osteologisch noch nicht belegen, es wurden weiterhin überwiegend Gazellen gejagt. Auch die Tatsache, dass manche Siedlungen nur saisonal genutzt wurden, lässt auf anhaltende Mobilität zur Verfolgung von Jagdwild schließen. Darüber hinaus gewinnen das Fischen und die Jagd von Vögeln an Bedeutung und zählen somit als Hauptnahrungsquellen.
Die Menschen des Khiamien verwandten mehr Energie als ihre Vorväter auf die Konstruktion ihrer Häuser, was auf eine beständigere Nutzung schließen lässt. Die Steinfundamente sind weiterhin überwiegend rund oder oval, die Wände aus Lehm bzw. Lehmziegeln modelliert. Flache Dächer, die mit Stützpfosten gesichert wurden, vergrößern den Innenraum. Als Neuerung entstanden nun erstmals Häuser auf Bodenniveau, während sie zuvor zur Hälfte unterhalb diesem lagen.

## Materielle Charakterisierung

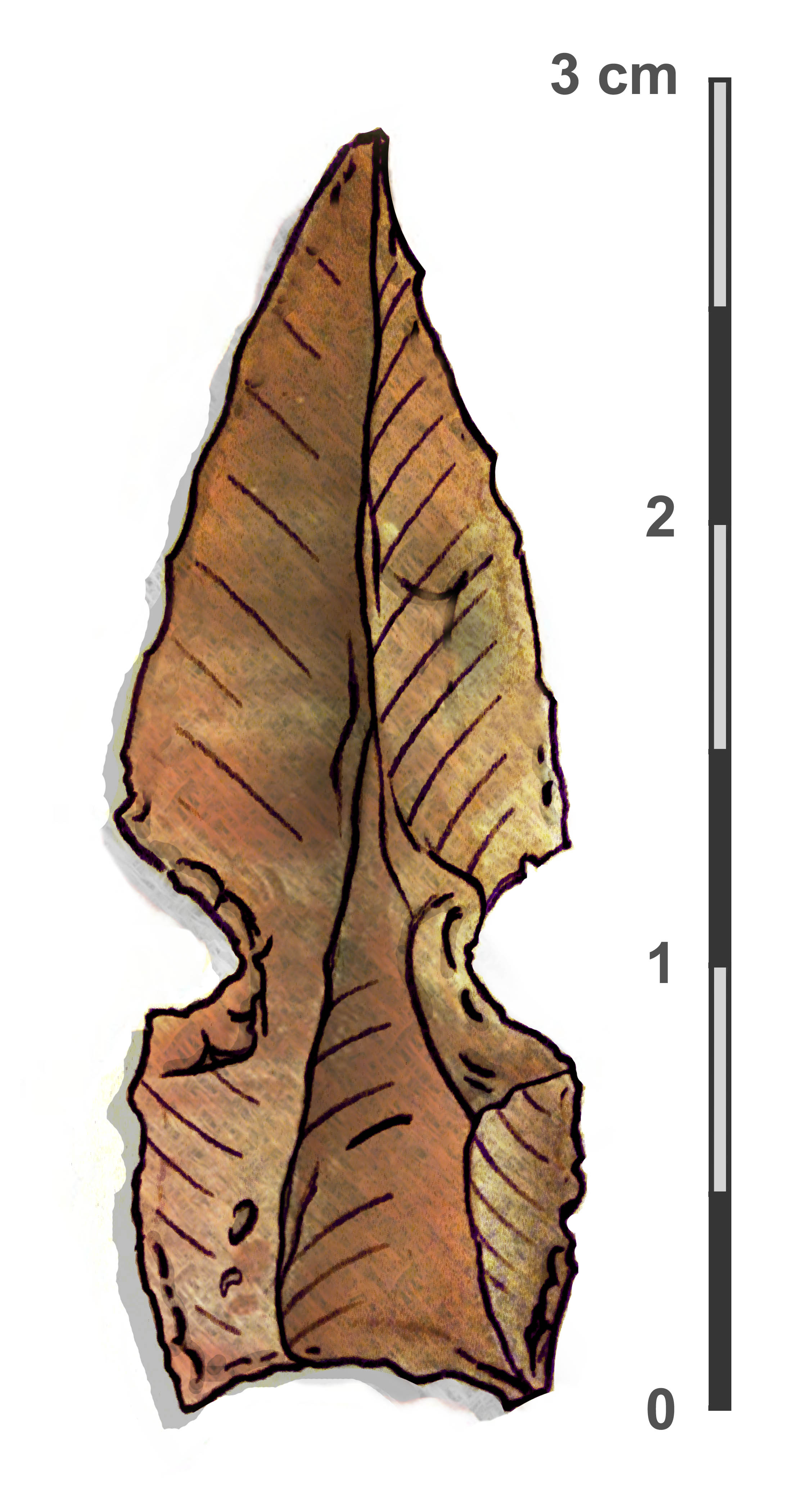
Khiam Point mit konkav retuschierter Basis und proximaler bis mesialer Schäftung

Diese Fundgruppe definiert sich hauptsächlich durch ihr lithisches Inventar und steht auch darin dem Natufien noch sehr nah. Das äußert sich hauptsächlich durch den häufigen Gebrauch von konkav oder konvex geformten Mikrolithen, die etwa als Kompositgerät zu geschäfteten Sicheln verarbeitet wurden. Die hierfür verwendeten Einsätze treten häufig als große Klingen (38–74 mm) mit minimaler Retusche in Erscheinung. Als technologische Neuerung und Schlüsselartefakt sind die ältesten bekannten Silex-Pfeilspitzen mit seitlichen Schäftungskerben zu nennen, sogenannte Khiam Points, die ab dem erstmaligen Auftreten im Khiamien das gesamte PPNA prägen. Ihre weitläufige Verbreitung vom südlichen Sinai bis in den nördlichen Irak verdeutlicht den erheblichen Interaktionsradius zwischen den Bewohnern dieser Gebiete. Man unterscheidet 12 Varianten, die sich jeweils durch die Position der Schäftungskerben oder die Basisform auszeichnen. Darüber hinaus finden sich einige regionale Pfeilspitzenformen, die etwa zeitgleich mit den Khiam Points in Erscheinung treten. Eine weitere große Veränderung ist der Anstieg von Handlochern und -bohrern von nahezu null auf etwa 20 Prozent des lithischen Inventars. Bueller wertet dies als Anzeichen für die Herstellung von Kleidung aus Tierhäuten bzw. Fellen. Seine Studien legen nahe, dass die Stichel in einem Heft aus Knochen steckten und somit das handliche Lochen von trockenen Häuten ermöglichen. Am geeignetsten scheinen Gazellen für die Weiterverarbeitung gewesen zu sein, was vielleicht die konzentrierte Jagd auf diese Spezies im PPN erklärt. Auch Kratzer und Schaber finden sich im Inventar wieder. Flächenretuschierte oder polierte Steinbeile, die als neolithischer Marker gelten, sind bislang aus dem Fundkontext des Khiamien nicht bekannt. Ebenso sind noch Gebrauchsgegenstände wie bspw. Mahlsteine aus geschliffenem oder poliertem Stein untypisch.
Während im Natufien hauptsächlich figürliche Darstellungen von Tieren vorherrschen, bilden ab dem Khiamien Figurinen der Frau die Majorität. Cauvin sieht in dem deutlichen Anstieg an weiblichen Figurinen und der auffallenden Präsenz von Auerochsen – entweder als Figur oder als rituelles Begräbnis – einen psychologischen Wendepunkt und eine symbolische Revolution, die infolgedessen eine religiöse Gemeinschaft geprägt hätten.

## Gegenwärtige Beurteilung
Die Mehrheit der zeitgenössischen Fachliteratur nennt das Khiamien als früheste Form des PPNA. Dennoch ist die problematische Definition, die chronologische Eingliederung und die generelle Akzeptanz immer wieder Gegenstand von Diskussionen. Der Ursprung dieser Debatte kann bis zu den Pionierarbeiten von Neuville und Garrod zurückverfolgt werden. Zudem stützt sich der Term des Khiamien seit seiner Einführung auf mangelhafte Daten. Dementsprechend regte Garfinkel 1996 dazu an, den seiner Meinung nach veralteten Begriff Khiamien zu überwinden, da er sich lediglich aus einer Vermischung von Schichten ergeben hätte, die fälschlicherweise als eigenständige Phase interpretiert wurde. Als Antwort hierauf erschien 1999 der Artikel Save the Khiamian!, in dem Ronen und Lechevallier Argumente vorbringen, die besonders für eine Khiamien-Schicht am Fundort Hatoula sprechen. Allerdings sind die zugewiesenen Schichten grundsätzlich sehr dünn und auch die geographische Ausdehnung variiert je nach Interpretation. Weiterhin gibt es auch je nach Region zeitliche Unterschiede sowie Lokalkolorite innerhalb des Inventars. Viele Forscher wie etwa Goring-Morris und Belfer-Cohen beurteilen das Khiamian als kurze Phase des Umbruchs zwischen dem Final Natufian und dem Sultanien mit Überlappungen der spätesten Überbleibsel der Harifien-Kultur. Sie sehen hierin den Gipfel des Trends, der sich bereits im Late-/Final-Natufian ankündigt. Das eigentliche PPNA folgt diesem Übergangscharakter, repräsentiert durch individuelle regionale Varianten, verteilt über beinahe den gesamten Nahen Osten.
Forscher wie etwa Francis Hours, Olivier Aurenche oder Andrew Moore entwarfen als Gegensatz möglichst neutrale Schemata – demnach beschreibt sowohl die „Period 2(a)“ der ASPRO-Chronologie als auch das „Early Neolithic 1“ dasselbe Phänomen.